# Saer El-Jaichi
Saer El-Jaichi (født 1980) er en dansk islamforsker, debattør og nydansk intellektuel med dansk-palæstinensisk baggrund. Han er seniorforsker ved Dansk Institut for Internationale Studier (DIIS), hvor han forsker indenfor feltet global sikkerhed og verdenssyn, specielt studiet af den moderne jihadismes idégrundlag og teologi. Han har udgivet flere bøger om arabisk filosofi. Han har desuden ved en række lejligheder deltaget i den offentlige debat, bl.a. om situationen for de danske muslimer. Han har således flere gange været fortaler for, at undervisningen i islam i det danske skolevæsen bliver mere nuanceret med inddragelse af den kritiske tradition i islamisk tænkning.
Han har været næstformand for Mariam Moskeen, der blev stiftet i 2016 og fik stor medieopmærksomhed for at lade kvindelige imamer lede fredagsbønnen.

## Baggrund
Saer El-Jaichi er opvokset på Fyn og gik i gymnasiet i Odense. Han er søn af palæstinensiske forældre, der kom til Danmark som flygtninge. Han er uddannet i islamiske studier og middelalderfilosofi ved Københavns Universitet, hvorfra han i 2016 blev ph.d. med en afhandling om den græske indflydelse på tidlig islamisk mystik. Siden har han først været tilknyttet Institut for Tværkulturelle og Regionale Studier på KU og senere Dansk Institut for Internationale Studier.
El-Jaichi har fortalt til dagbladet Information, at det var hans belæste farmor, der oprindelig inspirerede ham til at fordybe sig i bøger og blive akademiker.

## Forfatterskab
El-Jaichi har skrevet forskellige publikationer, dels henvendt til fagfolk og dels til et bredere publikum som eksempelvis gymnasieundervisningen i religion. 
I 2010 udgav han på forlaget Gramma bogen Et arabisk-islamisk rationalitetspotentiale? med undertitlen En undersøgelse af Muhammad A. al-Jabiris kritik af den arabiske fornuft. Bogen omhandler den marokkanske tænker Muhammad Abed al-Jabiri (1935-2010), der med det traditionsbrydende firebindsværk "Kritikken af den arabiske fornuft" er blevet en af den arabiske filosofi- og historieforsknings største skikkelser i moderne tid. I 2014 udgav han på samme forlag sammen med Joshua Sabih bogen I Averröes' fodspor: Samtalen mellem religion og filosofi - revideret udgave, en kommenteret dansk oversættelse af et af middelalderfilosoffen Averroës' mest indflydelsesrige værker.
I 2015 var El-Jaichi redaktør på et temanummer af Tidsskrift for islamforskning, der omhandlede moderne arabisk-islamisk tænkning i spændet mellem reform, fornyelse og kritik.
I 2018 udkom det videnskabelige værk Early Philosophical Sufism - The Neoplatonic Thought of Husayn Ibn Mansur al-Hallag, der indgik i den større serie Islamic History and Thought på det akademiske forlag Gorgias Press. Bogen om sufi-mystikeren Al-Husayn Ibn Mansur al-Hallag (død 929) påviste Ḥallāğs placering i den græsk-arabiske filosofiske tradition og forbindelsen mellem ham og nyplatonikere som Plotin og Proklus.
I 2020 udgav El-Jaichi sammen med professor MSO Christian Høgel bogen Arabisk Filosofi - en introduktion. Bogen, der bl.a. er tiltænkt at blive brugt i undervisningen i gymnasiet, var ifølge forfatterne den første pædagogiske introduktion på dette niveau til Islamisk filosofiske baggrund på et vestligt sprog. Formålet var at råde bod på den manglende adgang til viden om islamisk kulturhistorie. Bogen beskriver bl.a. den arabiske filosofis rødder i oldgræske ideer om demokrati og filosofi, og hvordan muslimske filosoffer har formet den vestlige forståelse af Platon og Aristoteles. Samtidig demonstrerer den, at islam gennem historien på samme måde som kristendom og andre religioner har mange forskellige bud på at være rettroende. El-Jaichi sagde bl.a. ved udgivelsen: "De brune gymnasieelevers ophav bliver konstant talt ned i medierne. Det er primitivt, tilbagestående og uforeneligt med det ene og det andet. Hvis du læser vores bog, kan du ikke komme uden om at konkludere, at selvfølgelig kan islam forenes med vestlig kultur".

## Offentlig debat
El-Jaichi har ved en række lejligheder deltaget i den offentlige debat om forskellige emner, bl.a. relateret til islam og forholdene for danske muslimer. Han har eksempelvis udtalt sig til Berlingske om Muhammedkrisen, til Politiken om burkaforbuddet, fortalt i Weekendavisen om islamologi-studiet ved Københavns Universitet og foreslået i Politiken, at islamiske fritænkere bliver inddraget i religionsundervisningen i Danmark, så ikke-muslimer kan få et mere nuanceret syn på islam og danske muslimske unge en mere nuanceret forståelse af deres religionshistoriske arv.
Om integrationen af indvandrere i Danmark har El-Jaichi anført, at ""Der er et brunt proletariat, som har kæmpemæssige sociale vanskeligheder og uddannelsesmæssige vanskeligheder. Det er vigtigt, at nogen også taler deres sag. I stedet for at sparke ned på de mange, der forlader folkeskolen som funktionelle analfabeter, som ender med at blive samfundets bænkevarmere, så lad os da undersøge og rette op på de forhold, der har skabt denne taberfabrik. En folkeskole, der forventer meget lidt af unge brune mænd, en total fejlslået boligpolitik med ghettodannelser og et arbejdsmarked, der bliver sværere at trænge igennem som ufaglært ... Det genererer en masse problemer for de unge, der har det svært i skolesystemet, og som måske har ressourcesvage forældre. Især i et land, hvor majoriteten har store vanskeligheder med at acceptere det ’fremmede’."
I andre tilfælde er El-Jaichi blevet anvendt af medierne som en ekspert, der er blevet interviewet om så forskellige forhold som politiske forhold i Palæstina og Mellemøsten, om USA's arabere og muslimer i Donald Trumps valgkamp, om Jesu rolle i Koranen, om Yahya Hassans holdning til islam og om danske muslimers stemmeafgivning ved folketingsvalg.

## Øvrige aktiviteter
El-Jaichi var næstformand for Mariam Moskeen, der blev stiftet i 2016 og skrev historie ved som den første moske i Skandinavien at have to kvindelige imamer (Sherin Khankan og Saliha Marie Fetteh) til at lede fredagsbønnen. I den sammenhæng optræder han i dokumentarfilmen Reformisten – den kvindelige imam, hvor han giver modspil til Khankan i sit ønske om ikke at brænde broerne helt, men gå langsomt frem med reformer mod et mere åbent islam. Senere har han været medlem af moskeens rådgivende panel (advisory board). Han er bestyrelsesmedlem i NGO'en Con3bute.
Saer El-Jaichi har desuden spillet darbuka og arabisk percussion i bl.a. Middle East Peace Orchestra (dannet af Henrik Goldschmidt), Klezmer Zahav og Grænseløs.